# Hundred Miles
Hundred Miles è un singolo del gruppo musicale spagnolo Yall, pubblicato il 16 ottobre 2015.
Il singolo ha visto la partecipazione alla parte vocale della cantante spagnola Gabriela Richardson.

## Promozione
Nel 2015 è stata la colonna sonora degli spot Desigual.
Nel 2019 è stata usata in una delle puntate della Casa di Carta su Netflix.

## Successo commerciale
Il singolo ha ottenuto successo a livello europeo.

## Video musicale
Il videoclip è stato girato in vari impianti sportivi al chiuso e all'aperto, tra cui alcuni campi da tennis dove la Richardson si diverte danzando assieme ad altre ragazze.

## Classifiche

### Classifiche settimanali
| Classifica (2016) | Posizione massima |
| ----------------- | ----------------- |
| Austria           | 28                |
| Belgio (Fiandre)  | 19                |
| Belgio (Vallonia) | 1                 |
| Francia           | 2                 |
| Germania          | 23                |
| Polonia           | 41                |
| Repubblica Ceca   | 17                |
| Spagna            | 7                 |
| Svizzera          | 13                |

### Classifiche di fine anno
| Classifica (2016) | Posizione |
| ----------------- | --------- |
| Belgio (Fiandre)  | 93        |
| Belgio (Vallonia) | 11        |
| Germania          | 90        |
| Svizzera          | 79        |